# 1969年のバレーボール
1969年のバレーボール（1969ねんのバレーボール）では、1969年（昭和44年）のバレーボール関連の出来事をまとめる。

## できごと
- VfBフリードリヒスハーフェンが創設。
- 東ドイツにて、第2回ワールドカップバレーボール男子大会が開催。東ドイツが初優勝を飾った。
- ベネズエラ・カラカスにて、第8回バレーボール南米選手権が開催。男女ともブラジルが優勝し、男子は2連覇、女子は3大会ぶり6回目の優勝を飾った。
- メキシコ・メキシコシティにて、第1回バレーボール北中米選手権が開催。男子はキューバ、女子はメキシコが初優勝を飾った。
- ミカサ社のボールが、国際バレーボール連盟（FIVB）から国際大会公式試合球の認定をされる。
- テレビドラマ「サインはV」（岡田可愛版）が放送開始。
- テレビアニメ「アタックNo.1」が放送開始。

## 国際大会
- ワールドカップ
  - 男子
    - 金メダル： 東ドイツ
    - 銀メダル： 日本
    - 銅メダル： ソビエト連邦

- 南米選手権
  - 男子
    - 金メダル： ブラジル
    - 銀メダル： ベネズエラ
    - 銅メダル： ウルグアイ

  - 女子
    - 金メダル： ブラジル
    - 銀メダル： ペルー
    - 銅メダル： ウルグアイ

- 北中米選手権
  - 男子
    - 金メダル： キューバ
    - 銀メダル： メキシコ
    - 銅メダル： アメリカ合衆国

  - 女子
    - 金メダル： メキシコ
    - 銀メダル： キューバ
    - 銅メダル： アメリカ合衆国

## 国内大会

### 日本
- 第2回日本リーグ
  - 男子
    - 1位：日本鋼管
    - 2位：松下電器
    - 3位：専売広島
    - MVP：大古誠司

  - 女子
    - 1位：日立武蔵
    - 2位：ヤシカ
    - 3位：ニチボー貝塚
    - MVP：高山鈴江

- 全日本総合選手権
  - 男子6人制
    - 決勝：中央大学 3-1 日本鋼管

  - 女子6人制
    - 決勝：ヤシカ 3-1 日立武蔵

  - 男子9人制
    - 決勝：富士鉄名古屋 2-1 簡易保険

  - 女子9人制
    - 決勝：石川島呉 2-1 三菱電機神戸

- 第18回全日本都市対抗
  - 男子
    - 1位：松下電器
    - 2位：専売広島
    - 3位：富士フイルム

  - 女子
    - 1位：ニチボー貝塚
    - 2位：日立武蔵
    - 3位：ヤシカ

## 誕生
- 3月4日 - 佐藤浩明
- 3月24日 - ヨーコ・ゼッターランド
- 4月11日 - ルスラン・オリフベル
- 4月12日 - 久保義人
- 4月27日 - 青山繁
- 5月15日 - ホリー・マクピーク
- 5月24日 - 鈴木晶子
- 7月15日 - 永富有紀
- 8月9日 - 辻知恵
- 9月1日 - 宮崎謙彦
- 9月7日 - ウラジミール・バテズ
- 9月28日 - 大浦正文 （+2013年）
- 10月6日 - 成田貴志
- 10月7日 - 山内美加
- 10月14日 - 土屋かおり
- 11月26日 - ワジム・ハムツキフ